# Attentat du musée juif de Belgique
L’attentat du musée juif de Belgique est un attentat antisémite terroriste islamiste qui a eu lieu le samedi 24 mai 2014 à Bruxelles. Un homme, après être entré dans l'édifice, abat quatre personnes à l'aide d'un revolver puis d'un fusil d'assaut.
Le 30 mai, un suspect, Mehdi Nemmouche, est arrêté à Marseille en possession d'armes de guerre. Il s'agit d'un Français d'origine algérienne, condamné pour plusieurs délits et soupçonné de s'être radicalisé en prison puis d'avoir rejoint l'État islamique en Irak et au Levant, le principal groupe étranger participant à la guerre civile syrienne. La justice belge demande son extradition le 2 juin. Le 14 juin, le musée juif se constitue partie civile.
L'attentat du musée juif de Bruxelles est la première attaque perpétrée par l'organisation terroriste État islamique en Occident.
Le procès commence le 7 janvier 2019.
Le 12 mars 2019, Mehdi Nemmouche est condamné à la réclusion criminelle à perpétuité. Nacer Bendrer, co-auteur des faits est condamné à 15 ans de réclusion criminelle.

## Déroulement
Le samedi 24 mai 2014, à 15 h 27 min 44 s, un homme se rend au musée juif de Belgique, situé au 21, rue des Minimes, dans le quartier du Sablon à Bruxelles. Cette personne, de taille moyenne et en bonne forme physique, tire, avec ce qui semble être un revolver, depuis la rue vers le hall du musée et vise un couple de touristes, touchés au cou ou à la tête. Il contourne les corps, s'avance dans l'entrée, puis, avec une Kalachnikov AKM sans crosse (pliable) qu'il a sortie d'un de ses deux sacs, ouvre de nouveau le feu depuis le hall vers l'intérieur du musée, sur deux autres personnes, employées à l'accueil. À 15 h 29 min 6 s le tueur sort du bâtiment, court jusqu'à la rue Haute et disparaît.
Trois personnes sont tuées sur le coup. Il s'agit d'un couple de touristes israéliens, Emanuel et Miriam Riva, âgés de 54 et 53 ans, et d'une Française, Dominique Sabrier, 66 ans, travaillant bénévolement au musée. La quatrième victime est Alexandre Strens, un Belge de 25 ans préposé à l'accueil du musée. Transporté à l'hôpital Saint-Pierre, grièvement blessé, il restera dans le coma et mourra quelques jours plus tard, le 6 juin.
Le ministre des Affaires étrangères, Didier Reynders, qui se trouvait à proximité, est prévenu par une passante que des coups de feu viennent d'être tirés. Il se rend aussitôt sur place et alerte les services d'urgence, qui arrivent rapidement, suivis par la ministre de l'Intérieur, Joëlle Milquet.
Le lendemain de l'attentat, l’Organe de coordination pour l'analyse de la menace (OCAM) relève son niveau d’alerte, pour les lieux en relation avec la communauté juive, au niveau le plus élevé, soit le niveau 4 (« très grave »).

## Les victimes
- Emmanuel et Myriam Riva, un couple de nationalité israélienne, 54 et 53 ans, en vacances en Belgique, laissent derrière eux deux filles de 16 et 15 ans[8].

- Dominique Sabrier, de nationalité française, 66 ans, bénévole au musée[4],[9].

- Alexandre Strens, de nationalité belge, 25 ans, préposé à l'accueil du musée[5]. D'origine juive et berbère, ses parents décident de l'enterrer au Maroc[10].

## Enquête
L’enquête a été confiée à l’unité antiterroriste de la police judiciaire de Bruxelles, plus connue sous le nom de DR3. 
Environ six heures après les événements, un homme est interpellé à Jette, dans la banlieue de Bruxelles, au volant d'une voiture présente sur les lieux de l’attentat et qui était repartie précipitamment, mais il est disculpé, notamment par la vidéosurveillance,.
La police diffuse dans l'après-midi du 25 mai des photos et des vidéos du tueur, où on le voit armé d'une kalachnikov et coiffé d'une casquette, ce qui complique son identification. La Dernière Heure indique que l'homme a filmé l'attentat, comme Mohammed Merah deux ans auparavant à Toulouse, au moyen d'une « caméra-poitrine fixée à la bandoulière de son sac ».
Le 26 mai, le dossier passe sous la juridiction du parquet fédéral belge et le juge est saisi d'assassinats terroristes.
Lors d'un contrôle de douane inopiné effectué le vendredi 30 mai 2014 au matin à la gare routière internationale de Marseille Saint-Charles à bord d'un autocar en provenance d’Amsterdam via Bruxelles, Mehdi Nemmouche est interpellé en possession d'armes ressemblant à celles visibles sur la vidéosurveillance de la fusillade, d'une casquette semblable à celle que portait le tueur et d'une caméra de type GoPro,. Il est placé en garde à vue pour assassinat, tentative d'assassinat, détention et transport d'armes, en lien avec une entreprise terroriste. Dans une vidéo trouvée par les enquêteurs lors de son arrestation, une voix off qui ressemble à celle du suspect revendique l'attentat.
Le 31 mai 2014, un mandat d'arrêt européen est émis par la justice belge contre Mehdi Nemmouche. Présenté le 4 juin 2014 au parquet général du tribunal de Versailles (Yvelines), il annonce d'abord son intention de s'opposer à son extradition en Belgique, mais y renonce le 10 juillet 2014.

## Procès
|                                             |  |                          |
| La motivation donnée par le jury d'assises. |  | L'arrêt de condamnation. |

Le 10 janvier 2019 s'ouvre devant la Cour d'assises de Bruxelles le procès de Mehdi Nemmouche et de son complice présumé Nacer Brender, accusé de lui avoir fourni les armes utilisées lors de l'attentat. Les deux accusés nient les faits qui leur sont reprochés. Après la lecture de l'acte d'accusation, les avocats de Nemmouche donnent lecture de leur acte de défense qui suscite l'étonnement puisque non seulement ils insistent sur le fait que Nemmouche ne serait pas le tueur mais laissent entendre que l'attentat serait un complot du Mossad. Maître Michelle Hirsch, qui représente durant le procès le Comité de coordination des organisations juives de Belgique, partie civile au procès, critique la défense de Nemmouche et estime que « sous couvert d’une « défense » et des droits de la défense, c’est en réalité une tribune qui est donnée à des thèses complotistes et antisémites ». Elle ajoute que «l'antisémitisme a été érigé en système de défense ».
Le 7 mars 2019, la cour d’assises déclare Nemmouche coupable, avec Nacer Bendrer considéré comme coauteur des faits en ayant fourni les armes. Les avocats de Mehdi Nemmouche ont défendu une thèse complotiste où leur client se serait fait piéger par les services de renseignement iraniens ou libanais. Les jurés ont jugé que cette version manquait « de vraisemblance et de crédibilité ». Codétenu de Mehdi Nemmouche à la prison de Salon-de-Provence (Bouches-du-Rhône) de 2009 à 2010, le Marseillais  Nacer Bendrer âgé de 30 ans au moment du procès, est condamné comme  « coauteur » alors que le ministère public avait appelé, en fin de procédure, à requalifier les accusations en simple « complice ».
Le 12 mars 2019, la cour d’assises de Bruxelles condamne Mehdi Nemmouche à la réclusion criminelle à perpétuité assortie d’une mise à disposition du tribunal de l’application des peines d’une durée de 15 ans. Nacer Bendrer, considéré comme co-auteur des faits écope de 15 ans de réclusion criminelle assortie d’une mise à disposition du tribunal de l’application des peines d’une durée de 5 ans.

## Réactions
Après l'arrestation du suspect, l’intérêt de la presse et des gouvernements occidentaux se concentre sur les liens entre la guerre civile syrienne et les groupes rebelles qui recruitent des djihadistes occidentaux, auxquels Mehdi Nemmouche est soupçonné d'avoir pris part. Les gouvernements belge, français, et britannique se préoccupaient déjà, avant l'attentat, des djihadistes revenus en Europe après avoir participé au conflit en Syrie,. Cet attentat sera également l'une des causes justifiant le déploiement de troupes aux alentours de points sensibles de Bruxelles et d'Anvers, notamment les lieux de culte juifs.

### Hommages

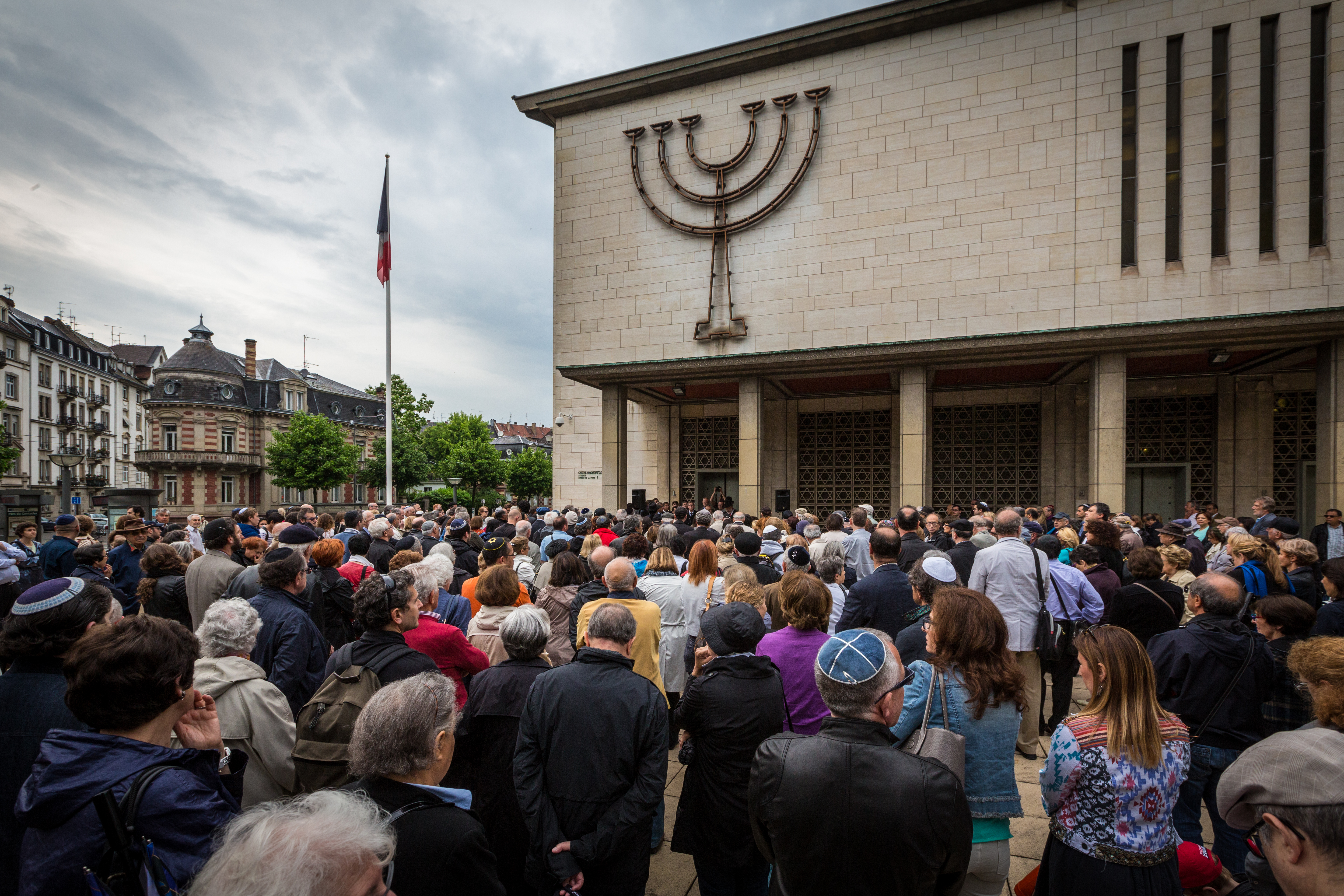
À Strasbourg le 26 mai 2014 devant la synagogue de la Paix, un rassemblement silencieux en hommage aux victimes de l’attentat réunit 400 personnes.

Le lendemain de l'attentat, des centaines de personnes, dont plusieurs personnalités politiques belges, se réunissent près du palais de justice de Bruxelles. Le même jour, des Bruxellois, dont le rabbin Pevzner, de la communauté juive du quartier européen Schuman, se succèdent tout au long de la journée devant les portes du musée où des gerbes de fleurs sont déposées.
Le mardi 27 mai, avant le sommet européen, le Premier ministre belge Elio Di Rupo, le président français François Hollande, le chef du gouvernement italien Matteo Renzi et le président du Parlement européen Martin Schulz viennent se recueillir devant le musée pour rendre hommage aux victimes,. La ministre belge de la Justice Annemie Turtelboom est également présente. Les quatre dirigeants, qui sortent d’une réunion du Parti socialiste européen, ont été précédés, plus tôt dans la journée, par le grand-rabbin de Bruxelles Albert Guigui et Riccardo Pacifici, président de la communauté juive de Rome.
Le vendredi 30 mai, un texte d’hommage est lu à 11 h 30 dans toutes les écoles secondaires de Bruxelles. Le Collège des bourgmestre et échevins de la ville assiste à cette lecture au lycée Dachsbeck et le bourgmestre Yvan Mayeur appelle à « résister à la logique de la haine ».

### Réactions nationales
Tout en restant prudent, le ministre Didier Reynders indique juste après les faits que cette fusillade présente des ressemblances avec les tueries de mars 2012 à Toulouse et Montauban. La ministre de l'Intérieur, Joëlle Milquet, estime que « tout porte à croire qu'il s'agit d'un acte antisémite ».
Joël Rubinfeld, président de la Ligue belge contre l'antisémitisme (LBCA), parle d'un « acte terroriste » et dénonce la contamination des esprits provoquée par « les patrons de l'antisémitisme francophone que sont Alain Soral et Dieudonné avec leur représentant local le député antisémite Laurent Louis ». Ce dernier, quelques heures après la tuerie, a déclaré sur son compte Facebook que cet attentat pourrait être une opération « false flag visant à réduire le succès de « Debout les Belges » aux élections (du 25 mai) ».
Pour sa part, Maurice Sosnowski, président du Comité de coordination des organisations juives de Belgique, exprime une consternation d'autant plus vive qu'« on est en présence du premier attentat anti-juif à Bruxelles depuis la Seconde Guerre mondiale »,. Il incrimine l'incitation à la haine du Juif qui est présente sur Internet et souligne que ce musée, qui dépend de la Ville de Bruxelles et n'est pas une institution juive, était moins surveillé que les institutions de la communauté juive comme les lieux de culte, les centres culturels et les écoles, protégés par des vigiles et par la police.
Julien Klener, président du Consistoire central israélite de Belgique, exprime pour sa part un sentiment d'horreur absolue.
Le roi Philippe de Belgique « présente ses condoléances aux proches des victimes » et se déclare « indigné par cet acte de violence qui touche de très près la communauté juive ».
Mischaël Modrikamen, dirigeant du Parti populaire et juif lui-même, explique que la communauté juive craint un tel acte depuis longtemps : « Malheureusement, cet attentat ne nous surprend pas après des années de vie dans une atmosphère d’antisémitisme galopant qui mène souvent à la violence. »
Le grand-rabbin de Bruxelles Albert Guigui déclare : « Une attaque contre un musée, qui est le gardien de notre histoire, de notre mémoire et de notre culture, ce n'est pas seulement une attaque contre la communauté juive de Bruxelles ou de Belgique, mais bien contre l'entièreté de la communauté juive à travers le monde et contre toutes les valeurs démocratiques ».

### Réactions internationales
José Manuel Durão Barroso, président de la Commission européenne, dénonce une « attaque intolérable contre les valeurs de l'Europe » et « (condamne) fermement le fait que ce terrible attentat terroriste a été dirigé contre un symbole religieux au cœur de la capitale européenne ».
Catherine Ashton, haut représentant de l'Union pour les affaires étrangères et la politique de sécurité, condamne « sans réserve » cette « horrible attaque » et estime que « tout doit être fait pour trouver ceux qui ont mené cette attaque. Il ne doit y avoir aucune impunité pour le terrorisme ».
Le 25 mai, le secrétaire général des Nations unies, Ban Ki-moon, se dit choqué par cet attentat où il voit une « possible motivation antisémite ». De même, le Conseil de sécurité des Nations unies condamne « l'attaque terroriste » contre le musée juif, « institution dont la mission a toujours été de promouvoir la tolérance et l'ouverture d'esprit ».
Le président du Congrès juif mondial, Ronald Lauder, condamne cet « acte haineux et terroriste » et appelle les autorités européennes à mieux lutter contre l'antisémitisme.
Le Premier ministre israélien, Benyamin Netanyahou, affirme que cet attentat est le résultat de « l'incitation à la haine permanente » contre les Juifs et Israël, ajoutant : « On continue d'entendre des calomnies et des mensonges contre l'État d'Israël sur le sol européen alors même que les crimes contre l'humanité et les actes meurtriers commis dans notre région sont systématiquement ignorés ». Avigdor Liberman, ministre des Affaires étrangères, met en cause « l'activisme « propalestinien » », qu'il juge « purement antisémite et rien d'autre ».
Le pape François, en visite officielle en Israël, exprime son « profond chagrin » pour les victimes, condamne cet « acte criminel de haine antisémite » et estime qu'il ne doit « pas y avoir de place » pour l'antisémitisme.